# تونی اولر
تونی اولر (انگلیسی: Tony Oller؛ زادهٔ ۲۵ فوریهٔ ۱۹۹۱) یک موسیقی‌دان اهل ایالات متحده آمریکا است. وی از سال ۲۰۰۴ میلادی تاکنون مشغول فعالیت بوده‌است.
از فیلم‌ها یا برنامه‌های تلویزیونی که وی در آن نقش داشته است می‌توان به پاکسازی اشاره کرد.